# 조광피혁
조광피혁은 1936년 4월 5일 창업되어 피혁가공 및 판매, 무역업, 임대업 등을 주요 사업으로 영위하는 코스피 상장기업이다.
매출구성은 가죽부문 98%, 무역 0.5%가량 등으로 이루어진다. 가죽 원단 사업은 중국과 남미 지역 업체들과의 시장경쟁이 치열하다. 산업 특성상 섬유, 신발, 가구, 레져, 스포츠 시장과 관계를 가진다.

## 투자 수익
조광피혁은 경쟁업체인 삼양통상을 비롯한 몇몇 저평가 우량주에 주식 투자를 해왔다. 2013년 말 기준으로 POSCO, 남양유업, 광주신세계, 신영와코루, 삼양통상, 대한제분, 태광산업, 조선내화, 동아타이어 등의 주식을 총 300억원가량 보유하고 있었는데 전체 포트폴리오의 수익률이 여타 펀드매니저들의 수익률을 뛰어넘는 17.6%를 기록하여 화제가 되었다. 투자한 주식 중에는 해외주식인 버크셔해서웨이도 포함되어 있었다.

## 참고 문헌
1. ↑  펀드매니저 뺨치는 조광피혁의 주식투자 실력, 머니투데이 2014.08.24